# Зморшок
Зморшок (Morchella Fr.) — рід грибів родини зморшкові (Morchellaceae).

## Будова
Плодові тіла — апотеції великі, 2-15 см висотою, складаються із шапинки та ніжки, м'ясисті. Все плодове тіло порожнисте. Шапинка яйцеподібна, еліпсоїдна або конічна, з мережею поздовжніх і поперечних складок з комірками, поверхня яких всетелена гіменієм, знизу приросла до ніжки. Має колір коричневих відтінків.
Ніжка циліндрична, порожниста, гладка або складчаста. Аски циліндричні.
Спори еліпсоїдні, гладенькі, одноклітинні, безбарвні. Парафізи розгалужені.

## Види
Відомо близько 80 видів. Найрозповсюдженішим є зморшок їстівний (Morchella esculenta).
Деякі з них:
- M. conica — зморшок конічний
- M. crassipes — зморшок товстоногий
- M. elata — зморшок високий(інші мови)
- M. esculenta — зморшок їстівний
- M. gigas
- M. semilibera
- M. stepicola — зморшок степовий
- M. vulgaris

## Поширення та середовище існування
Сапротрофи, на ґрунті у хвойних та листяних лісах, степах, на галявинах, в парках і садах. Також зустрічаються на старих згарищах, лісових вирубках, біля лісових доріг і на лісових галявинах. Переважно весняні гриби.

## Практичне використання
Їстівні або умовно-їстівні.